# Provincia di Elâzığ
La provincia di Elâzığ è una delle province della Turchia.  	

## Distretti
La provincia è divisa in 11 distretti: 	
- Ağın
- Alacakaya
- Arıcak
- Baskil
- Elâzığ
- Karakoçan
- Keban
- Kovancılar
- Maden
- Palu
- Sivrice